# Мирзабейли, Эльчин Абдулрахим оглы
Эльчин Абдулрагим оглы Мирзабейли (азер. Elçin Mirzəbəyli; 12 августа 1967, Ленкорань, Азербайджанская ССР) – азербайджанский журналист, редактор, поэт, политик, аналитик, член Правления Союза писателей и Член Правления Совета Прессы Азербайджана. Депутат Милли Меджлиса (Парламента) Азербайджана VII созыва. Заслуженный журналист Азербайджана (2020).

## Биография
Окончил Азербайджанский государственный университет культуры и искусств и Ленинградский государственный институт театра, музыки и кинематографии (ЛГИТМиК). Работал на различных должностях в Министерстве культуры Азербайджана.
Был директором кинотеатра, заместителем директора и редактором отдела «Новости» телеканала «Sara», редактором газеты «Üç nöqtə». В 2015-2017 годах был автором и ведущим программы «Геополитика» на телеканале «Лидер», а в 2017-2019 годах – ведущим ежедневной программы «Xəzər Aktual» на телеканале «Хазар». Выступал с авторскими программами на Азербайджанском государственном телевидении (АзТВ), телеканалах "Space" и "Сара".
Поставил драму Н. Нариманова «Надир Шах» в Нахичеванском музыкальном  драматическом театре, которая с успехом демонстрировалась в Баку и в различных регионах Азербайджана, а также в Турции и Иране. За время работы в Министерстве культуры был сценаристом, режиссёром и редактором многих государственных мероприятий. Среди них важное место занимают мероприятия, посвященные 80-летию Азербайджанской Демократической Республики.
Автор марша «Свобода», который является гимном Национально-освободительного движения, в настоящее время исполняется в Вооруженных Силах Азербайджанской Республики и преподается в средних общеобразовательных учебных заведениях. На его стихи сочиняли песни многие композиторы республики. Его стихи, очерки и публицистические статьи печатались в Азербайджане, Турции, Италии и Узбекистане.
Он является главным редактором газеты «Народный фронт», журнала «Via della Seta» («Шелковый путь»), издаваемого на азербайджанском и итальянском языках, и генеральным директором информационного агентства Beymedia.
Политик. Заместитель председателя партии Народного фронта Единого Азербайджана.
В 2024 году на парламентских выборах в Азербайджане, которые состоялись 1 сентября, одержал победу в Агсуинском избирательном округе №90. Официально избран депутатом Милли Меджлиса Азербайджана седьмого созыва, первое заседание которого состоялось 23 сентября 2024 года.